# فهرست‌ها
فهرست‌ها یکی از انواع نگارشی و متون پدید آمده در تمدن اسلامی هستند که امروزه می‌توان با عنوان کتاب‌شناسی از آنها نام برد. اصلی‌ترین مشخصۀ کتب «فهرست» که آن را از دیگر انواع آثار مثل «طبقات»، «رجال»، «معجم» و «تراجم» و «مشیخه» جدا می‌کند، توجه به آثار و کتب مکتوب است و نه نقل شفاهی. البته نویسندگان و مؤلفان روش‌های متفاوتی در تدوین فهرست‌ها به کار می‌برند که گویای تنوع مخاطبان و کاربران آنها است. از میان فهرست‌های کهن محدثان شیعی (اعم از امامی و غیر امامی) اینک تنها فهرست‌های احمد بن علی نجاشی و شیخ طوسی (هر دو از علمای امامی قرن ۵ هجری) در دست است که هر سه از یک روش یعنی ذکر نام مصنفان شیعه به ترتیب حروف الفبا پیروی می‌کنند.